# Filopátor II
Filópator II (em grego: Φιλοπάτωρ; romaniz.: Philopátor; 17) foi um obscuro rei cliente romano da Cilícia. Nada se sabe sobre ele, exceto que morreu em 17. Especula-se que seja filho de Tarcondímoto II, embora não seja possível provar esta teoria.